# Liste der Oberbürgermeister von Ingolstadt
Liste der Ersten Bürgermeister beziehungsweise Oberbürgermeister der Stadt Ingolstadt seit 1818:
| Name (Parteizugehörigkeit)                     | Amtszeit  |
| ---------------------------------------------- | --------- |
| Georg Reder                                    | 1818–1822 |
| Theodor Steinle                                | 1822–1824 |
| Lorenz Schmid                                  | 1824–1827 |
| Joseph Hotter                                  | 1827–1831 |
| Johann Baptist Lonich                          | 1831–1842 |
| Ignaz Lallinger                                | 1842–1844 |
| Georg Ritter und Edler von Grundner            | 1844–1855 |
| Matthias Doll                                  | 1855–1896 |
| Jakob Kroher, ab 1918 Oberbürgermeister        | 1896–1920 |
| Friedrich Gruber, ab 1924 Oberbürgermeister    | 1920–1930 |
| Josef Listl (NSDAP), ab 1932 Oberbürgermeister | 1930–1945 |
| Max Gründl, kommissarischer Bürgermeister      | 1945      |
| Heinrich Runte, Oberbürgermeister              | 1945–1946 |
| Georg Weber (CSU), Oberbürgermeister           | 1946–1952 |
| Josef Strobl (SPD), Oberbürgermeister          | 1952–1955 |
| Josef Listl (CSU), Oberbürgermeister           | 1956–1966 |
| Otto Stinglwagner (SPD), Oberbürgermeister     | 1966–1972 |
| Peter Schnell (CSU), Oberbürgermeister         | 1972–2002 |
| Alfred Lehmann (CSU), Oberbürgermeister        | 2002–2014 |
| Christian Lösel (CSU), Oberbürgermeister       | 2014–2020 |
| Christian Scharpf (SPD), Oberbürgermeister     | 2020–2025 |
| Michael Kern (CSU), Oberbürgermeister          | seit 2025 |